# Săpata
Săpata là một xã thuộc hạt Argeș, România. Dân số thời điểm năm 2002 là 2130 người.